# 308 aC
El 308 aC va ser un any del calendari romà pre-julià. A l'Imperi Romà es coneixia com l'Any del consolat de Mus i Rul·lià (o també any 446 ab urbe condita). La denominació 308 aC per a aquest any s'ha emprat des de l'edat mitjana, quan el calendari Anno Domini va ser el mètode prevalent a Europa per a anomenar els anys.

## Esdeveniments

### Antiga Grècia. ElsDiàdocs
- Ptolemeu I Soter, rei d'Egipte, s'apodera d'Andros, desembarca al Peloponnès, rep la submissió de Sició, que governava Cratesípolis, i ocupa Corint i Mègara, possessions de Cassandre.[2]
- Ptolemeu I i Cassandre arriben a un acord de pau. Ptolemeu retorna a Egipte.[3]

### Antiga Roma
- Aquest any són elegits cònsols Publi Deci Mus i Quint Fabi Màxim Rul·lià. Màxim Rul·lià fa la guerra als samnites, i Mus lluita contra els etruscs. Rul·lià ocupa Nucèria Alfaterna i derrota als samnites i als marsos, els seus aliats, en el decurs de la Segona Guerra Samnita.[4]
- Deci sotmet les ciutats etrusques de Tarquínia i Volsínia. Els umbres s'uneixen a la lluita a favor dels etruscs però l'exèrcit del cònsol Rul·lià que torna de Sàmnium. Tarquínia conclou una nova treva de quaranta anys i Deci pacta finalment amb la Lliga Etrusca una treva d'un any a canvi de què paguessin els uniformes dels soldats romans durant aquell temps.[5]

## Naixements
- Arsínoe I, reina d'Egipte entre el 284 aC i el 274 aC.[6]

## Necrològiques
- Bomílcar I, general cartaginès. Intenta prendre el poder, a Cartago, que havia quedat vacant per la mort d'Hannó, amb ajut d'uns 500 ciutadans addictes i alguns mercenaris, però el senat aconsegueix a rendició d'els revoltats amb promesa de perdó. Bomílcar és capturat i crucificat.[7]
- Cleòpatra de Macedònia, germana d'Alexandre el Gran. Era a Sardes presonera i va acceptar l'oferta de matrimoni de Ptolemeu I Soter, però al marxar, Antígon Monoftalm la captura i la torna a Sardes on mor assassinada. Antígon, que segurament en va ordenar la mort, li oficia un gran funeral.[8][9]